# Natal'ja Alekseevna Romanova (1714-1728)
Natal’ja Aleeksevna, (Наталья Алексеевна) (San Pietroburgo, 21 luglio 1714 – Mosca, 22 novembre 1728), è stata una principessa russa.

## Origine
Natal’ja Alekseevna nacque il 21 luglio 1714 (1º agosto secondo il calendario gregoriano) a San Pietroburgo, dallo tsarevič Aleksej Petrovič, unigenito dell’imperatore Pietro I il Grande, e dalla principessa tedesca Carlotta Cristina di Brunswick-Wolfenbüttel. La sua nascita avvenne in un momento di forti tensioni politiche: il padre, in aperto contrasto con lo zar Pëtr I a causa della sua opposizione alle riforme in corso, vedeva la propria posizione a corte sempre più precaria.
Fin dalla primissima infanzia, Natal’ja si trovò coinvolta nelle intricate dinamiche dinastiche della Russia Imperiale. Orfana di madre già nel 1715, perse anche il padre nel 1718: il cesarevič Aleksej, accusato di tradimento, fu arrestato e morì in circostanze ancora oggi discusse, probabilmente su ordine dello stesso Pietro il Grande. Dopo questi tragici eventi, Natal’ja e il fratello Pëtr — il futuro imperatore Pëtr II —cressero lontano dagli occhi del pubblico, sotto la stretta sorveglianza di educatori designati dalla Corte Imperiale.

## Istruzione
Nonostante la giovane età e l’isolamento dalla scena pubblica, Natal’ja Alekseevna ricevette un’educazione accurata, in linea con i modelli formativi destinati ai membri dell’alta nobiltà russa. La Corte Imperiale, consapevole del suo rango e della posizione dinastica, ne affidò la formazione a precettori selezionati, sotto stretta supervisione ufficiale.
Il suo percorso educativo includeva il cerimoniale di corte, l’insegnamento della religione ortodossa, la storia russa e le lingue straniere, con particolare attenzione al tedesco — lingua materna della madre, la principessa Charlotte Christine, appartenente alla casata di Brunswick-Wolfenbüttel.

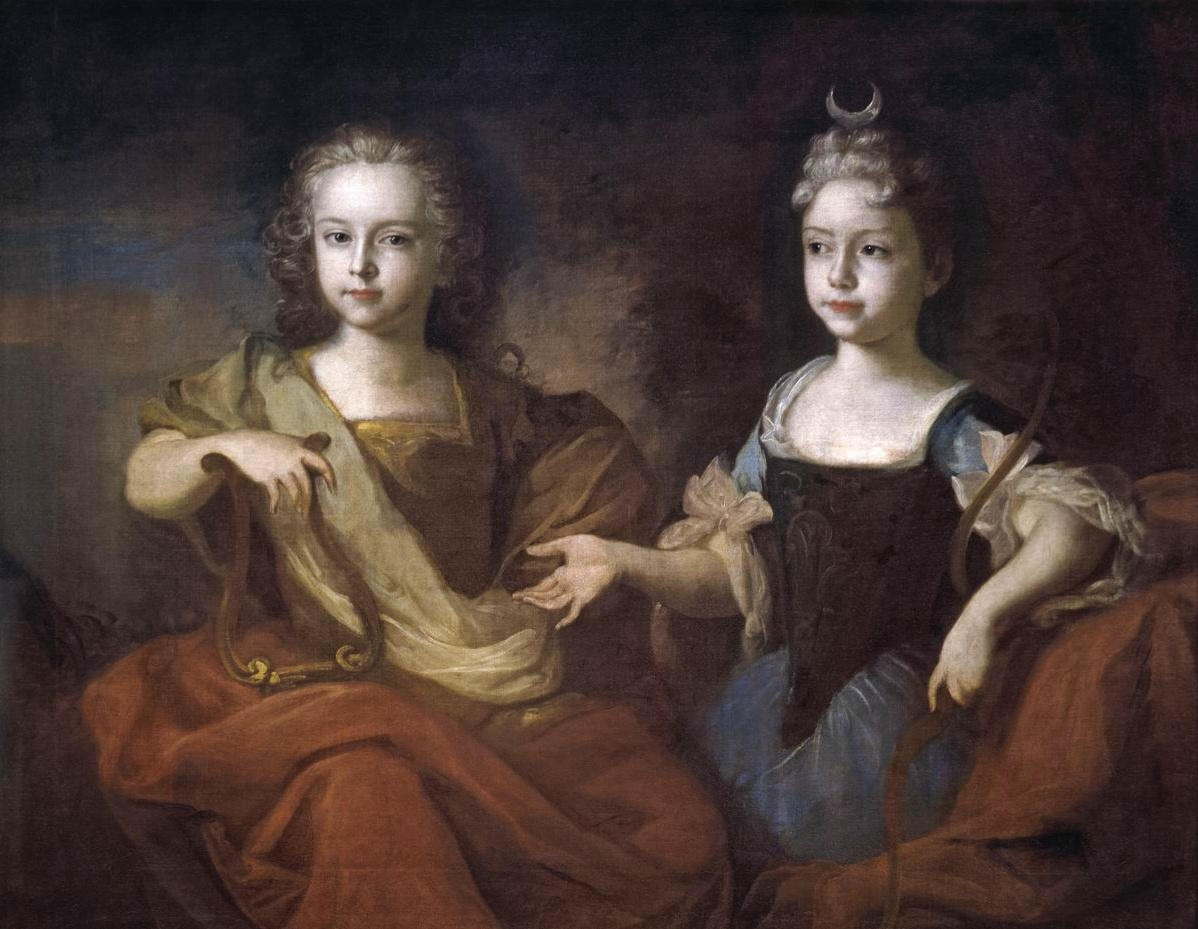

Le fonti coeve, sebbene limitate, descrivono Natal’ja come una giovane dotata di intelligenza, compostezza e un senso del dovere superiore alla sua età. A differenza del fratello, poco incline allo studio, mostrava una maggiore serietà, tanto da esercitare su di lui un’influenza positiva durante i primi anni del suo regno. La sua educazione, pur influenzata dalle circostanze familiari, era pensata per prepararla a un eventuale ruolo pubblico all’interno della Corte Imperiale.

## Menšikov
Dopo l’ascesa al trono del fratello Pëtr II nel 1727, Natal’ja Alekseevna divenne una figura di rilievo nella cerchia più stretta del giovane sovrano. In un periodo di forte instabilità dinastica, la sua condizione di sorella dell’imperatore e nipote di Pietro il Grande la rendeva un elemento strategico per i principali attori della corte.
Tra questi spiccava il principe Aleksandr Danilovič Menšikov, reggente de facto e uomo di potere dopo la morte di Ekaterina I. Menšikov cercò di consolidare la propria influenza legando la sua famiglia ai Romanov, proponendo il matrimonio tra Natal’ja e suo figlio, Aleksandr Aleksandrovič Menšikov.
Questa alleanza non rappresentava semplicemente un’unione matrimoniale, ma una manovra politica volta a garantirgli un accesso diretto al trono e un ruolo predominante nella successione imperiale. Tuttavia, con il rapido declino di Menšikov e il suo esilio nel tardo 1727, il progetto naufragò definitivamente.
Sebbene priva di poteri istituzionali, Natal’ja Alekseevna godette di un ruolo significativo e di stima presso la corte imperiale. Fonti russe e rapporti diplomatici la descrivono come una figura contraddistinta da sobrietà, intelligenza e fermezza morale, qualità che la resero distinta rispetto al giovane fratello Pëtr II, spesso vulnerabile alle pressioni politiche. Grazie alla sua educazione raffinata e alla posizione dinastica, fu considerata una delle donne più rispettate del regno durante il suo breve soggiorno a corte.

## Morte

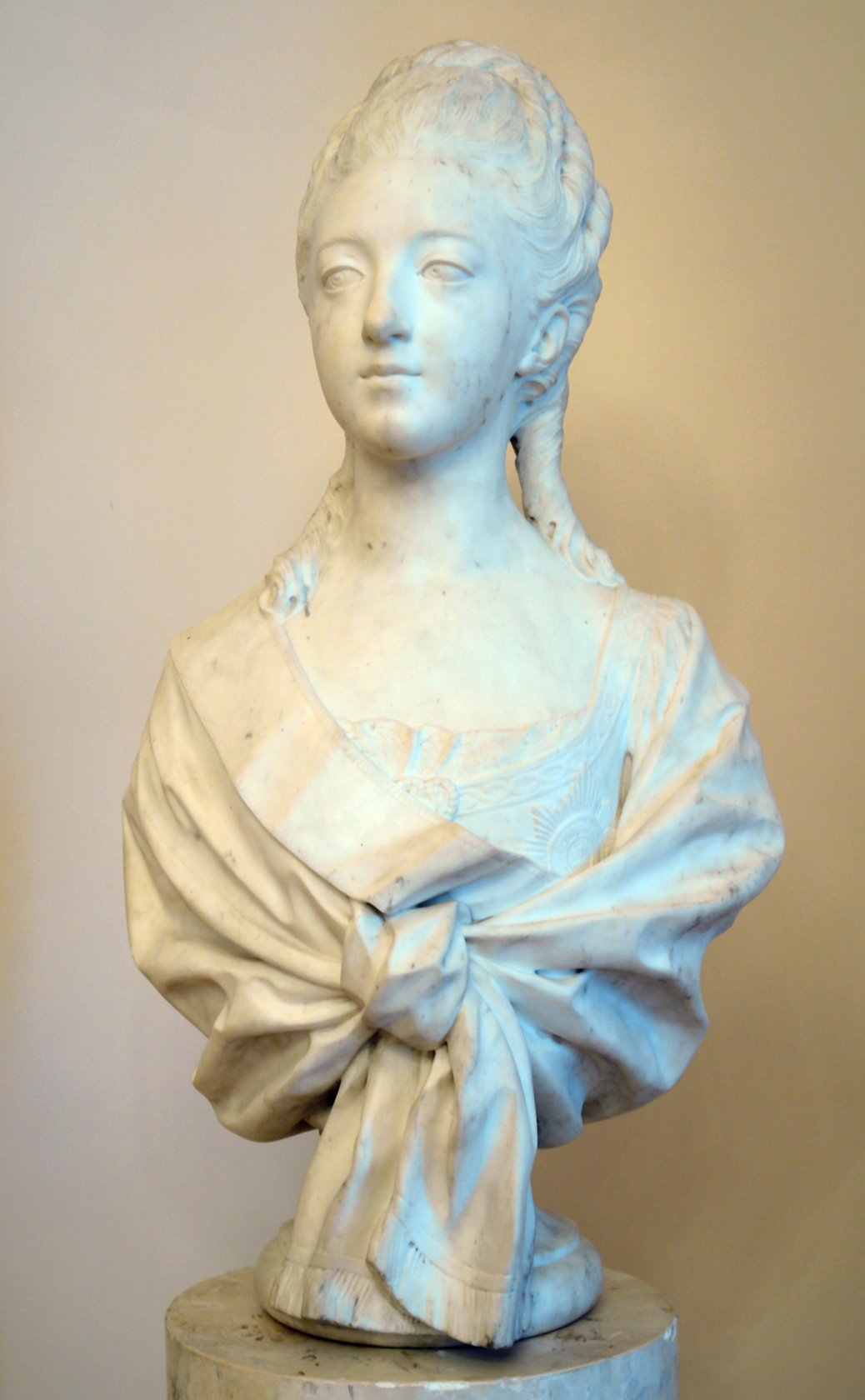

Natal’ja Alekseevna si spense nel novembre 1728, lasciando la corte imperiale in lutto per la perdita di una delle sue figure più promettenti e rispettate.
Secondo le fonti del tempo, la morte fu dovuta a una malattia non specificata, con un rapido peggioramento nello stato di salute nei mesi finali.

## Albero genealogico
|                                                   |                                          |                                                             | Genitori                                            |  |  | Nonni |  |  | Bisnonni  |  |  | Trisnonni |  |
|                                                   |                                          |                                                             |                                                     |  |  |       |  |  | Aleksej I |  |  | Mikhail I |  |
|                                                   |                                          |                                                             |                                                     |  |  |       |  |  | Aleksej I |  |  | Mikhail I |  |
|                                                   |                                          | Evdokija Luk'janovna Strešnëva                              |                                                     |  |  |       |  |  | Aleksej I |  |  |           |  |
| Pëtr I                                            |                                          |                                                             |                                                     |  |  |       |  |  | Aleksej I |  |  |           |  |
|                                                   |                                          | Natal'ja Kirillovna Naryškina                               | Kirill Poluektovič Naryškin                         |  |  |       |  |  |           |  |  |           |  |
|                                                   |                                          | Natal'ja Kirillovna Naryškina                               | Kirill Poluektovič Naryškin                         |  |  |       |  |  |           |  |  |           |  |
|                                                   |                                          | Natal'ja Kirillovna Naryškina                               | Anna Leont'evna Leont'eva                           |  |  |       |  |  |           |  |  |           |  |
| Aleksej Petrovič                                  |                                          | Natal'ja Kirillovna Naryškina                               |                                                     |  |  |       |  |  |           |  |  |           |  |
|                                                   |                                          | Fëdor Abramovič Lopuchin                                    | Abram Lopuchin                                      |  |  |       |  |  |           |  |  |           |  |
|                                                   |                                          | Fëdor Abramovič Lopuchin                                    | Abram Lopuchin                                      |  |  |       |  |  |           |  |  |           |  |
|                                                   |                                          | Fëdor Abramovič Lopuchin                                    |                                                     |  |  |       |  |  |           |  |  |           |  |
| Evdokija Fëdorovna Lopuchina                      |                                          | Fëdor Abramovič Lopuchin                                    |                                                     |  |  |       |  |  |           |  |  |           |  |
|                                                   |                                          | Ustinija Bogdanovna Rtiščeva                                | Bogdan Rtiščev                                      |  |  |       |  |  |           |  |  |           |  |
|                                                   |                                          | Ustinija Bogdanovna Rtiščeva                                | Bogdan Rtiščev                                      |  |  |       |  |  |           |  |  |           |  |
|                                                   |                                          | Ustinija Bogdanovna Rtiščeva                                |                                                     |  |  |       |  |  |           |  |  |           |  |
| Natal'ja Alekseevna                               |                                          | Ustinija Bogdanovna Rtiščeva                                |                                                     |  |  |       |  |  |           |  |  |           |  |
|                                                   | Anton Ulrich (Braunschweig-Wolfenbüttel) | August II. (Braunschweig-Wolfenbüttel)                      |                                                     |  |  |       |  |  |           |  |  |           |  |
|                                                   | Anton Ulrich (Braunschweig-Wolfenbüttel) | August II. (Braunschweig-Wolfenbüttel)                      |                                                     |  |  |       |  |  |           |  |  |           |  |
|                                                   | Anton Ulrich (Braunschweig-Wolfenbüttel) | Dorothea von Anhalt-Zerbst                                  |                                                     |  |  |       |  |  |           |  |  |           |  |
| Ludwig Rudolf (Braunschweig-Wolfenbüttel)         | Anton Ulrich (Braunschweig-Wolfenbüttel) |                                                             |                                                     |  |  |       |  |  |           |  |  |           |  |
|                                                   |                                          | Elisabeth Juliane von Schleswig-Holstein-Sonderburg-Norburg | Friedrich von Schleswig-Holstein-Sonderburg-Norburg |  |  |       |  |  |           |  |  |           |  |
|                                                   |                                          | Elisabeth Juliane von Schleswig-Holstein-Sonderburg-Norburg | Friedrich von Schleswig-Holstein-Sonderburg-Norburg |  |  |       |  |  |           |  |  |           |  |
|                                                   |                                          | Elisabeth Juliane von Schleswig-Holstein-Sonderburg-Norburg | Eleonore von Anhalt-Zerbst                          |  |  |       |  |  |           |  |  |           |  |
| Charlotte Christine von Braunschweig-Wolfenbüttel |                                          | Elisabeth Juliane von Schleswig-Holstein-Sonderburg-Norburg |                                                     |  |  |       |  |  |           |  |  |           |  |
|                                                   |                                          | Albrecht Ernst I. (Oettingen-Oettingen)                     | Joachim Ernst von Oettingen-Oettingen               |  |  |       |  |  |           |  |  |           |  |
|                                                   |                                          | Albrecht Ernst I. (Oettingen-Oettingen)                     | Joachim Ernst von Oettingen-Oettingen               |  |  |       |  |  |           |  |  |           |  |
|                                                   |                                          | Albrecht Ernst I. (Oettingen-Oettingen)                     | Anna Dorotea di Hohenlohe-Neuenstein-Gleichen       |  |  |       |  |  |           |  |  |           |  |
| Christine Luise von Oettingen-Oettingen           |                                          | Albrecht Ernst I. (Oettingen-Oettingen)                     |                                                     |  |  |       |  |  |           |  |  |           |  |
|                                                   |                                          | Christine Friederike von Württemberg                        | Eberhard III. (Württemberg, Herzog)                 |  |  |       |  |  |           |  |  |           |  |
|                                                   |                                          | Christine Friederike von Württemberg                        | Eberhard III. (Württemberg, Herzog)                 |  |  |       |  |  |           |  |  |           |  |
|                                                   |                                          | Christine Friederike von Württemberg                        | Anna Katharina Dorothea von Salm-Kyrburg            |  |  |       |  |  |           |  |  |           |  |
|                                                   |                                          | Christine Friederike von Württemberg                        |                                                     |  |  |       |  |  |           |  |  |           |  |